# البنك الإسلامي السوداني
البنك الإسلامي السوداني تأسس في مارس 1982 م وسجل تحت الرقم 2159 كشركة مساهمة عامة حسب قانون الشركات لعام 1925م.

## تاريخ التأسيس
تأسس البنك في 15 مارس 1982 م وسجل تحت الرقم 2159 كشركة مساهمة عامة وموقعه الخرطوم شارع الجمهورية. وعدد العاملين فيه 754 عامل.

## ماكنات الصرف الألي
مواقع ماكنات الصرف الألي:
1 الخرطوم – شارع القصر،2 الفرع الرئيسي – شارع الجامعة 3 فرع أم درمان 4 أم درمان – الجامعة الأهلية 5 أم درمان – الشهداء – مستشفى النيل للعيون، 6 الخرطوم – مركز البرلمان التجاري 7 الخرطوم – شارع البرلمان – شركة شل 8 الخرطوم – أركويت – مركز المدينة التجاري 9 الخرطوم – مستشفى ابن سيناء 10 فرع ود مدني 11 فرع بورتسودان 12 بحري – مركز بشير للسيارات – شارع سيقا 14 قناة ساهور  15 الختمية 16 الريس 17 الأوسط الخرطوم 18 مكتبة جرير - أركويت 19 الخرطوم – شارع 35 العمارات 20 شارع الستين – بست باى 21 المهندسين - القشلاق 22 الثورة الحارة الثالثة- الوادى 23 الثورة الحارة السادسة-شارع الوادى فرع ود مدني 24 الشعبى 25 بحري – جامعة الزعيم الأزهرى 26 بحري – مطاعم الباشا 27 بحري –دودى 28 مجمع النور -كافورى 29 بازار بحرى 30 قرى 31 فرع سعد قشرة 32 بازار بحرى 33 فرع شندى 34 فرع الدويم 

## الخدمات المصرفية الإلكترونية
يقدم البنك خدمات مصرفية إلكترونية للعملاء بهدف رفع مستوى الخدمة المصرفية مثل تطبيق امن بلس ونقاط البيع. 

## تطبيق آمن بلس
تطبيق "آمن بلس" (Amin Plus): يُتيح هذا التطبيق للعملاء إدارة حساباتهم بسهولة وأمان عبر الهواتف الذكية، بما في ذلك فتح حسابات جديدة دون الحاجة لزيارة الفروع. 
المراجع
1. ↑  "البنك الاسلامي السوداني". www.sanabelfs.com. مؤرشف من الأصل في 2019-04-30. اطلع عليه بتاريخ 2019-12-22.
2. ↑  "البنك الاسلامي السوداني". مؤرشف من الأصل في 2019-06-05.
3. ↑  "البنك الاسلامي السوداني". SITE_NAME. اطلع عليه بتاريخ 2025-02-09.
4. ↑  "البنك الاسلامي السوداني". SITE_NAME. اطلع عليه بتاريخ 2025-02-10.